# Carl Theodor Dreyer
Carl Theodor Dreyer (Koppenhága, 1889. február 3. – Koppenhága, 1968. március 20.) dán transzcendentális filmrendező.

## Élete
Egy svéd farmer és házvezetőnőjének törvénytelen gyermekeként született. Később egy szigorú lutheránus család vette magához. 1928-as Jeanne d'Arc című némafilmjével örökre beírta magát a filmtörténetbe.

## Fontosabb filmjei
- 1919 – Az elnök (Præsidenten)
- 1920 – A Sátán naplójából (Blade af Satans bog)
- 1922 – A megbélyegzettek (Die Gezeichneten)
- 1924 – Michael
- 1928 – Jeanne d’Arc szenvedései (Szent Johanna – Jeanne d’Arc) (La passion de Jeanne d’Arc)
- 1932 – Vámpír (Vampyr)
- 1943 – A harag napja (Vredens dag)
- 1955 – Az ige (Ordet)
- 1964 – Gertrúd (Gertrud)

## Szakirodalom
- Guido Aristarco: Dreyer és Bergman ontológikus magánya (in: uő.: Filmművészet vagy álomgyár - a mai nyugati filmművészet, Gondolat Könyvkiadó, Bp., 1970. pp. 377-422.)
- Bikácsy Gergely: Theodor Dreyer (in: Filmkultúra 1977/2. pp. 59-69.)
- Egy vagány szűz - Jeanne d'Arc színeváltozása (kerekasztal-beszélgetés, in: Filmvilág 1995/6. pp. 15-19.)
- Bikácsy Gergely: Csend a várak alatt - Jeanne d'Arc-filmek (in: Filmvilág 2000/1. pp. 24-27.)
- Gelencsér Gábor: Láss csodát! - Film és transzcendencia (in: uő.: Más világok - filmelemzések, Palatinus Filmkönyvek; Palatinus, Bp., 2005. pp. 9-13.)
- Paul Schrader: A transzcendentális stílus a filmben. Ozu, Bresson, Dreyer; ford. Kiss Marianne, Novák Zsófia; Francia Új Hullám, Bp., 2011 (Szerzőifilmes könyvtár)